# Landing Vehicle Tracked

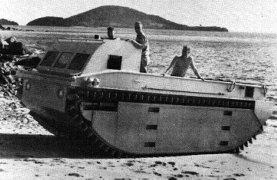
LVT 1

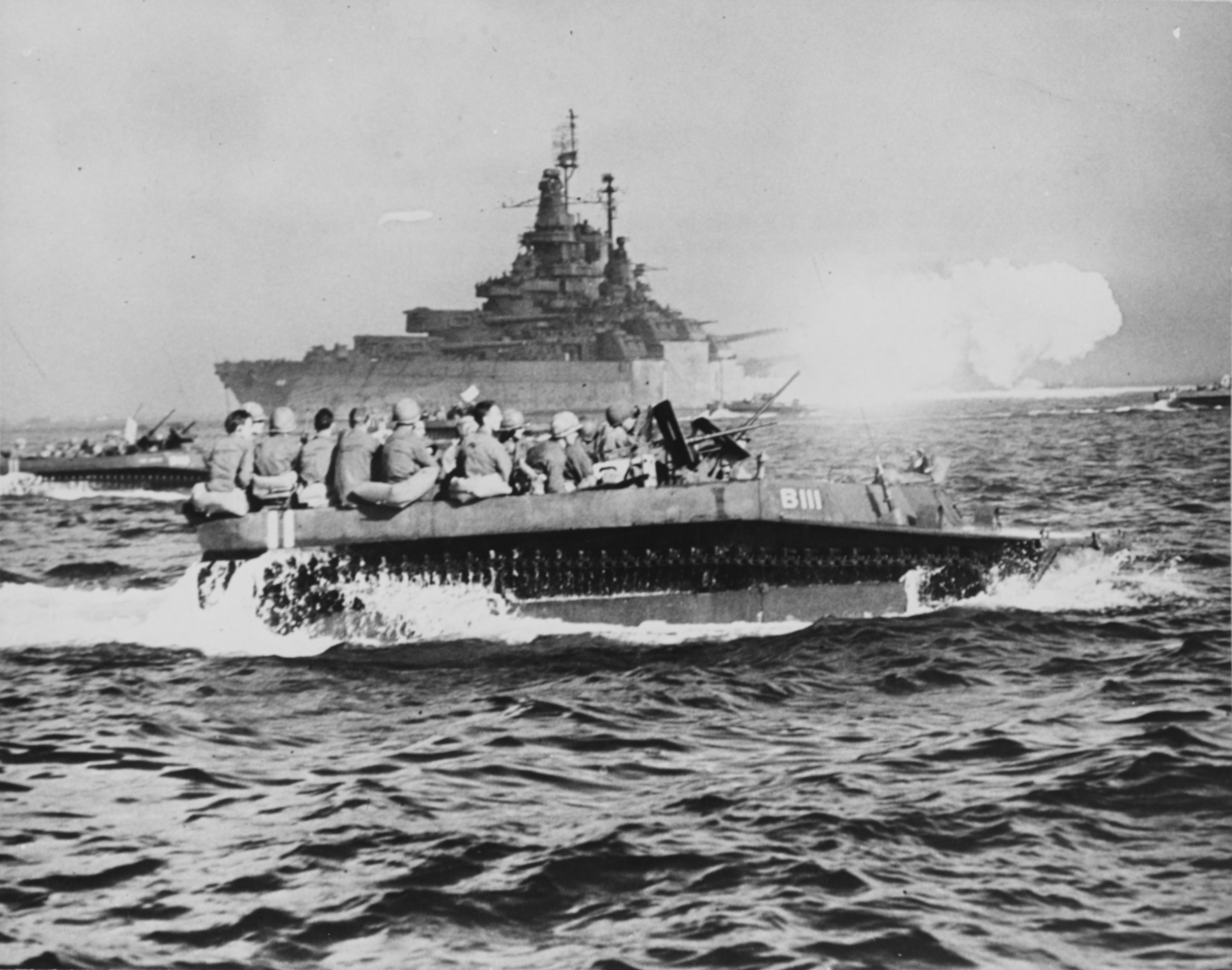
LVT 4 op weg naar het strand van Okinawa

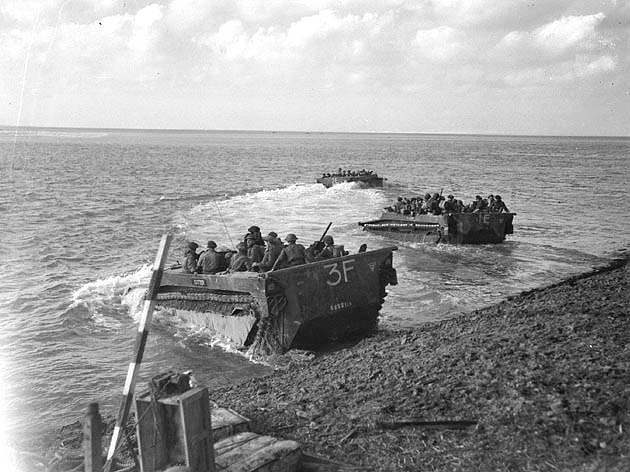
Buffalo’s van het Britse leger in de Schelde

Landing Vehicle Tracked (LVT) was een rupslandingsvoertuig gebruikt door de geallieerden in de Tweede Wereldoorlog.

## Geschiedenis
In 1940 was het Amerikaanse marinierskorps op zoek naar een voertuig dat troepen en lading van schepen veilig naar de kust kon brengen. Donald Roebling had een amfibievoertuig op rupsbanden ontwikkeld voor gebruik in de Everglades in Florida en dit trok de aandacht van de militairen. Na enkele aanpassingen werd een eerste order geplaatst voor 300 exemplaren. De opdracht werd gegund aan Food Machinery Corporation (FMC).

## Beschrijving
De LVT 1 kan achttien volledig bewapende militairen meenemen of iets meer dan 2 ton aan lading. In het water wordt het voertuig voortbewogen door de rupsbanden. Deze zijn voorzien van opstaande metalen kammen die zowel in het water als op het land gebruikt worden. Er is dus geen schroef aanwezig en ook een roer ontbreekt. De rupsbanden slijten wel snel bij het gebruik op land en zeker bij een harde ondergrond.
De chauffeur zit voorin en de motor in de zijwand van het vrachtcompartiment. Het compartiment heeft geen deuren en de lading moet over de wanden worden getild en de manschappen over de zijkant in- of uitklimmen. In 1941 werd de ontwikkeling tijdelijk gestaakt, maar in 1942 werden weer 1225 stuks besteld. Ze werden voor het eerst ingezet in de strijd bij Guadalcanal in 1942.
In 1943 begon men te werken aan een verbeterde versie, de LVT 2. Deze kreeg een betere romp waardoor de prestaties in het water verbeterden. De motor gingen naar de achterkant. Er werden bijna 3.000 voertuigen van deze versie gebouwd. De soldaten moesten nog steeds over de zijkant naar buiten springen hetgeen veel blessures opleverde.
De LVT 4 kreeg een loopplank aan de achterzijde. De motor verhuisde naar de voorkant bij de chauffeur. Het grotere laadruim kon meer militairen meenemen of een jeep of artilleriestuk. Het was zeer succesvol en ruim 8000 stuks werden er gemaakt.
De LVT 3 is goed vergelijkbaar met de LVT 4, met een laadplank maar beschikt nog over een motor in de zijkant. Hiervan zijn 3000 exemplaren gemaakt. Ze kwamen pas laat in de Tweede Wereldoorlog in dienst, en zijn later ook nog gebruikt in de Koreaanse oorlog en Vietnamoorlog.

## Buffalo
Het Britse leger kreeg ook de beschikking over 425 exemplaren, dit waren vooral van de versie LVT 2 en LVT 4. Ze kregen van de Britten de naam Buffalo. Ze werden in de strijd in Europa vooral gebruikt om rivieren over te steken, maar werden voor het eerst ingezet in de strijd om Breskens.